# Tromostovje
Tromostovje je kompleks kamnitega mostu in dveh dodanih betonskih brvi za pešce v Ljubljani. Premostitve so zgrajene čez reko Ljubljanico na ključni točki mesta ob zavoju reke pod grajskim gričem med Prešernovim trgom in Stritarjevo.
Tromostovje je bilo 28. julija 2021 uvrščeno, kot del vodne osi mesta, na seznam Unescove svetovne dediščine v okviru vpisa Dela Jožeta Plečnika v Ljubljani – urbano oblikovanje po meri človeka.

## Zgodovina
Že zgodaj, še pred srednjeveško Ljubljano so brodili čez Ljubljanico na mestu, kjer reko danes premošča Tromostovje. V listini iz leta 1280 je - prvič po antiki - omenjen leseni Stari most, ki je bil zaradi poti proti Štajerski in Gorenjski najbolj pomemben prehod čez Ljubljanico. Povezoval je današnji Mestni trg z nasproti ležečim levim bregom. Do mostu je do potresa 1895 vodila ozka Špitalska ulica (danes Stritarjeva ulica), kasneje poimenovana po dobrodelnem zavodu, ki ga je ustanovila kraljica Elizabeta Ogrska in je prvič omenjen leta 1326. Del zavoda je bila ena najstarejših ljubljanskih cerkva, cerkev sv. Elizabete, zgrajena leta 1345. V 16. st. sta v njej pridigala tudi Primož Trubar in Jurij Dalmatin.
Stari most - medtem zaradi Zgornjega mostu preimenovan v Spodnji most - je leta 1657 uničil požar in je bil nadomeščen z novim, znova lesenim - Novim mostom. Na njem so ob straneh postavili prodajne barake, sredi mostu pa je ob ograji stalo razpelo, ki naj bi varovalo most pred nesrečo. Leta 1796 je bil križ odstranjen in je zdaj shranjen pri vrhu stopnišča pred vhodom v cerkev Marijinega Oznanjenja - Frančiškansko cerkev. 
Leta 1842 je bil na mestu starega lesenega mosta, ki je postal nevaren, zgrajen kamniti Špitalski most (arhitekt Giovanni Picco), ki je bil uradno poimenovan Francov most ali most nadvojvode Franca po takratnemu nadvojvodu Franc Karlu. To je danes spodnji del (do ograje) srednjega mostu Tromostovja. Pred gradnjo je mesto odkupilo manjšo hišo na dostopu na most, ki jo je bilo treba porušiti zaradi ustrezne umestitve novega mostu. Na ta način je bil razširjen tudi trg pred mostom. Most je bil zgrajen iz kamnitih kvadrov gliniškega apnenca, zavarovan je bil z litoželezno ograjo in je precej polepšal trg. Takrat Marijin (danes Prešernov trg) še ni bil odprt proti severu z Miklošičevo cesto. Na obeh straneh so ga zapirale stavbe tik ob Ljubljanici in je bil bolj zaključen prostor kot je danes.
Zaradi velikega potresa leta 1895 je bila Ljubljana deležna znatne denarne podpore države pri obnovi mesta. Tako so načrtovali, da bodo povečali kapaciteto Špitalskega mostu, ki je dobro prestal potres. Prostor so rabili zaradi nove tramvajske proge. Toda širitvena dela so čakala na čas po prvi svetovni vojni, denar pa je izpuhtel. Dela so začeli šele deset let po koncu vojne. Izpeljan je bil natečaj, na katerem so sodelovali številni arhitekti Plečnikove šole.
Projekt povečanja Špitalskega mostu so zaupali Plečniku, ki je ugotovil, da je obstoječi most v zelo dobrem stanju in bi ga bilo neracionalno podirati, zato je naredil načrt za dva nova mostova za pešce (brvi), nove, enotne balustradne ograje za vse robove in mostove ter povezave s spodnjo teraso nad reko. Plečnik je z novimi ograjami preoblikoval stari most in nabrežje okoli mostov. Trimostje so poimenovali Tromostovje (trije mostovi).
Leta 1992 so Tromostovje pod nadzorom spomeniške službe temeljito obnovili. Zamenjali so razpadajoče balustrade, razen v spodnji etaži, in utrdili betonski brvi ter prenovili vse instalacije. Septembra 2007 pa je bilo območje zaprto za ves motorni promet. Pred tem so čez srednji most imeli do 1958 speljano tramvajsko progo in kasneje mestne avtobusne proge št. 2, 10, 11, 13 in 20.
Tromostovje je kraj, kjer se križata dve urbanistični osi Ljubljane: vodna os in prečna os Ljubljanski grad-Rožnik. Plečnik je križišče poti poudaril z mostovi. Podobno se blizu Zoisove piramide srečata os, ki vodi mimo Križank proti grajskemu griču in pot iz Krakovega ter zakrivljena linija vzdolž reke, ki od Špice do zapornic spremlja Plečnikovo urejanje mestnega pritličja.

## Tehnične značilnosti
Srednji most je dvoločna konstrukcija s srednjim opornikom iz rezanega kamna. Prečni prerez je bil v osnovi 6,14 m z dvema pločnikoma po 1,88 m, ob izgradnji obeh novih mostov za pešce pa tlakovan in namenjen motornemu prometu in tramvaju.
Most I. za pešce je ločna betonska konstrukcija razpetine 23,15 m s prečnim prerezom 3,90 m.
Most III. za pešce (brv) je prav tako ločna betonska konstrukcija, razpetine 23,80 m in prečnega prereza 3,90 m. Ob njem je bilo zgrajeno tudi stopnišče za dostop na spodnjo teraso nabrežja Ljubljanice.
Obe brvi, nikoli namenjeni za vozila, sta bili odprti za promet aprila 1932. Dela je izvajala Stavbna družba d. d. iz Ljubljane.